# Grand Prix Formule 1 van Groot-Brittannië 1975

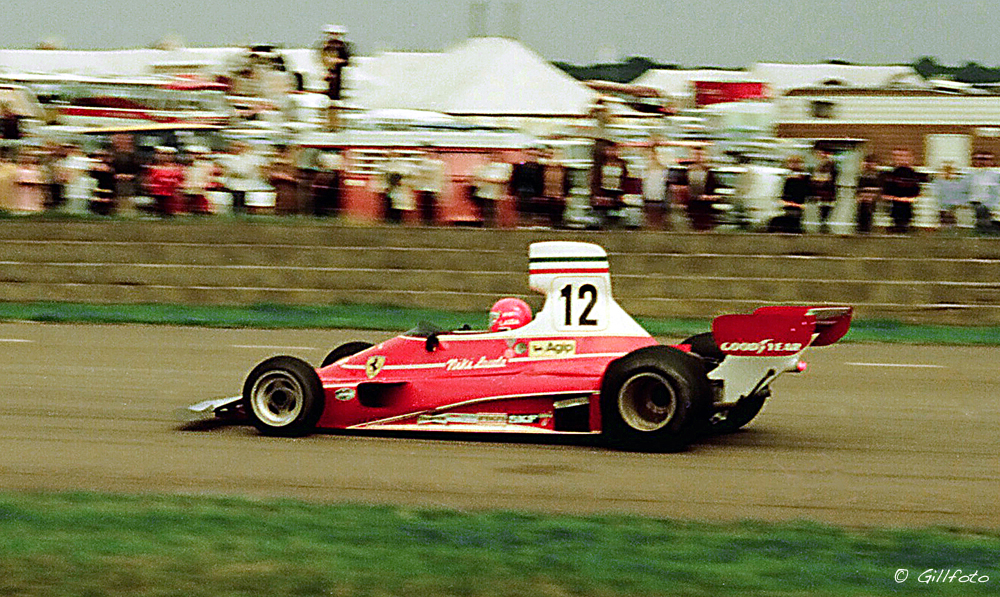

De Grand Prix Formule 1 van Groot-Brittannië 1975 werd gehouden op 19 juli 1975 op Silverstone.

## Uitslag
| Positie | Nummer | Rijder                | Team            | Ronden | Tijd/Opgave     | Startplaats | Punten |
| ------- | ------ | --------------------- | --------------- | ------ | --------------- | ----------- | ------ |
| 1       | 1      | Emerson Fittipaldi    | McLaren-Ford    | 56     | 1:22:05.0       | 7           | 9      |
| 2       | 8      | Carlos Pace           | Brabham-Ford    | 55     | Ongeluk         | 2           | 6      |
| 3       | 3      | Jody Scheckter        | Tyrrell-Ford    | 55     | Ongeluk         | 6           | 4      |
| 4       | 24     | James Hunt            | Hesketh-Ford    | 55     | Ongeluk         | 9           | 3      |
| 5       | 28     | Mark Donohue          | March-Ford      | 55     | Ongeluk         | 15          | 2      |
| 6       | 9      | Vittorio Brambilla    | March-Ford      | 55     | + 1 Ronde       | 5           | 1      |
| 7       | 2      | Jochen Mass           | McLaren-Ford    | 55     | Ongeluk         | 10          |        |
| 8       | 12     | Niki Lauda            | Ferrari         | 54     | + 2 Ronden      | 3           |        |
| 9       | 4      | Patrick Depailler     | Tyrrell-Ford    | 54     | Ongeluk         | 17          |        |
| 10      | 22     | Alan Jones            | Hill-Ford       | 54     | + 2 Ronden      | 20          |        |
| 11      | 18     | John Watson           | Surtees-Ford    | 54     | Ongeluk         | 18          |        |
| 12      | 27     | Mario Andretti        | Parnelli-Ford   | 54     | + 2 Ronden      | 12          |        |
| 13      | 11     | Clay Regazzoni        | Ferrari         | 54     | + 2 Ronden      | 4           |        |
| 14      | 17     | Jean-Pierre Jarier    | Shadow-Ford     | 53     | Ongeluk         | 11          |        |
| 15      | 23     | Tony Brise            | Hill-Ford       | 53     | Ongeluk         | 13          |        |
| 16      | 15     | Brian Henton          | Lotus-Ford      | 53     | Ongeluk         | 21          |        |
| 17      | 32     | John Nicholson        | Lyncar-Ford     | 51     | Ongeluk         | 26          |        |
| 18      | 19     | Dave Morgan           | Surtees-Ford    | 50     | Ongeluk         | 23          |        |
| 19      | 30     | Wilson Fittipaldi Jr. | Fittipaldi-Ford | 50     | Ongeluk         | 24          |        |
| NF      | 10     | Hans Joachim Stuck    | March-Ford      | 45     | Ongeluk         | 14          |        |
| NF      | 6      | Jim Crawford          | Lotus-Ford      | 28     | Ongeluk         | 25          |        |
| NF      | 16     | Tom Pryce             | Shadow-Ford     | 20     | Ongeluk         | 1           |        |
| NF      | 29     | Lella Lombardi        | March-Ford      | 18     | Motor           | 22          |        |
| NF      | 5      | Ronnie Peterson       | Lotus-Ford      | 7      | Motor           | 16          |        |
| NF      | 21     | Jacques Laffite       | Williams-Ford   | 5      | Versnellingsbak | 19          |        |
| NF      | 7      | Carlos Reutemann      | Brabham-Ford    | 4      | Motor           | 8           |        |
| NQ      | 31     | Roelof Wunderink      | Ensign-Ford     |        |                 |             |        |
| NQ      | 35     | Hiroshi Fushida       | Maki-Ford       |        |                 |             |        |

## Wetenswaardigheden
- Voor het eerst werd er gebruikgemaakt van een systeem met lichten om de start te geven in plaats van de nationale vlag.
- De race werd vroeger afgevlagd omwille van het slechte weer.

## Statistieken
| Pole-position | Tom Pryce      | Shadow-Ford | 1:19.36 |
| Snelste ronde | Clay Regazzoni | Ferrari     | 1:20.9  |

## Noot
- Dit was het debuut van de Britse coureurs Brian Henton, David Morgan en Jim Crawford.
- Eerste pole position en rondes als raceleider voor Tom Pryce.
- Vijfde podiumplaats voor Carlos Pace.

1926 · 1927 · 1948 · 1949 · 1950 · 1951 · 1952 · 1953 · 1954 · 1955 · 1956 · 1957 · 1958 · 1959 · 1960 · 1961 · 1962 · 1963 · 1964 · 1965 · 1966 · 1967 · 1968 · 1969 · 1970 · 1971 · 1972 · 1973 · 1974 · 1975 · 1976 · 1977 · 1978 · 1979 · 1980 · 1981 · 1982 · 1983 · 1984 · 1985 · 1986 · 1987 · 1988 · 1989 · 1990 · 1991 · 1992 · 1993 · 1994 · 1995 · 1996 · 1997 · 1998 · 1999 · 2000 · 2001 · 2002 · 2003 · 2004 · 2005 · 2006 · 2007 · 2008 · 2009 · 2010 · 2011 · 2012 · 2013 · 2014 · 2015 · 2016 · 2017 · 2018 · 2019 · 2020 · 2021 · 2022 · 2023 · 2024 · 2025 · 2026 · 2027 · 2028 · 2029 · 2030 · 2031 · 2032 · 2033 · 2034